# Hospital Oncológico Andrés Grillasca
El Hospital Oncológico Andrés Grillasca o, más comúnmente, Hospital Oncológico, es un hospital privado sin fines de lucro, en Ponce, Puerto Rico, que se especializa en el tratamiento del cáncer.
Fue fundado en 1946 por la Asociación de Lucha Contra el Cáncer. En 1962 el Hospital se estableció sobre la base del entonces Centro Médico de Ponce (también conocido como Hospital de Distrito de Ponce). En 2010, la Legislatura de Puerto Rico transfirió las tierras ocupadas por el Hospital Oncológico Andrés Grillasca Salas a una corporación del hospital de forma gratuita. El hospital ocupa unas 16 cuerdas de terreno (Una cuerda es equivalente a 0,97 acres.)